# Мартынов, Николай Саввич
Николай Саввич Мартынов (26 марта (7 апреля) 1813, Санкт-Петербург — 21 февраля (4 марта) 1864, Санкт-Петербург) — русский пианист и музыкальный педагог. Двоюродный брат Николая Соломоновича Мартынова.

## Биография
Родился 26 марта (7 апреля) 1813 года.
Профессиональный военный, кавалерист, дослужившийся до чина полковника, Мартынов был музыкантом-любителем, однако пользовался высокой репутацией в среде профессиональных музыкантов: в частности, ему доводилось выступать в ансамбле с ведущими российскими виртуозами, включая Антона Рубинштейна. Нередко Мартынов давал и сольные концерты в аристократических салонах Санкт-Петербурга. В 1859 году он принял активное участие в создании Русского музыкального общества и стал его почётным членом. 
Под руководством Мартынова начала свой творческий путь известная в дальнейшем в Европе как пианистка и композитор Ингеборг Старк.
Умер 21 февраля (4 марта) 1864 года. Похоронен на Никольском кладбище Александро-Невской лавры.